# رجاینا
رجاینا مرکز استان ساسکاچوان کانادا است. جمعیت این شهر در سال ۲۰۱۱ بیش از صد و نود و سه هزار نفر گزارش شده و ۱۱۸٫۶۶ کیلومتر مربع مساحت دارد.